# Le Pacte Holcroft (film)
Pour l’article homonyme, voir Le Pacte Holcroft.
Pour plus de détails, voir Fiche technique et Distribution.
Le Pacte Holcroft (The Holcroft Covenant) est un film britannique réalisé par John Frankenheimer et sorti en 1985. Il s'agit d'une adaptation du roman du même de Robert Ludlum publié en 1978.

## Synopsis
Ancien général et confident d'Adolf Hitler, le défunt père de Noel Holcroft a laissé une fortune, soi-disant pour faire amende honorable pour ses méfaits. Près de quarante ans plus tard, Noel et un banquier suisse vont tenter de retrouver le magot et de débusquer les membres d'un réseau souterrain. Ce dernier est composé d'anciens amis du père de Noel et de sympathisants nazis voulant des fonds pour établir un Quatrième Reich.

## Fiche technique
Sauf indication contraire, les informations mentionnées dans cette section peuvent être confirmées par la base de données cinématographiques IMDb,  présente dans la section « Liens externes ».
- Titre français : Le Pacte Holcroft
- Titre original : The Holcroft Covenant
- Réalisation : John Frankenheimer
- Scénario : Edward Anhalt, George Axelrod et John Hopkins, d'après le roman Le Pacte Holcroft de Robert Ludlum
- Photographie : Gerry Fisher
- Musique : Stanislas Syrewicz
- Montage : Ralph Seldon
- Direction artistique : Peter Mullins
- Costumes : Derek Hyde
- Producteurs : Edie Landau et Ely Landau
- Sociétés de production : Edie & Ely Landau Inc., Holcroft Films et Thorn EMI Screen Entertainment
- Distribution : Thorn EMI (Royaume-Uni), Universal Pictures (Etats-Unis)
- Pays d'origine :  Royaume-Uni
- Langues originales : anglais, allemand, serbe
- Budget : 8 000 000 £[1] (environ 13 millions de dollars[2])
- Genre : espionnage, action, thriller
- Durée : 112 minutes
- Dates de sortie :
  - Royaume-Uni : 20 septembre 1985
  - États-Unis : 18 octobre 1985
  - France : avril 1986 (inédit à Paris, distribué en province[3])

## Distribution
- Michael Caine (VF : Bernard Woringer) : Noel Holcroft
- Victoria Tennant (VF : Anne Kerylen) : Helden von Tiebolt / Helden Tennyson
- Anthony Andrews (VF : Michel Derain) : Johann von Tiebolt / Jonathan Tennyson
- Lilli Palmer (VF : Monique Martial) : Althene Holcroft
- Mario Adorf (VF : Georges Berthomieu) : Eric Kessler / Jürgen Mass
- Michael Lonsdale (VF : Lui-même) : Ernst Manfredi
- Bernard Hepton (VF : René Roussel) : le commandant Leighton
- Richard Münch (VF : René Bériard) : Oberst
- Carl Rigg : Anthony Beaumont
- André Penvern : Frederick Leger
- Andy Bradford : Hartman
- Shane Rimmer (VF : Bernard Tixier) : le lieutenant Miles
- Michael Wolf : le général Heinrich Clausen
- Hugo Bower : le général Wilhelm von Tiebolt
- Dan van Husen : un journaliste
- John Frankenheimer : Bernie Sussman (caméo vocal, non crédité)

## Production

### Genèse et développement
Edie Landau et Ely Landau acquièrent les droits de deux romans de Robert Ludlum, Le Manuscrit Chancellor et Le Pacte Holcroft. La première ébauche de l'adaptation du second est faite par John Hopkins. Edward Anhalt est ensuite engagé pour procéder à des réécritures. Cependant, lorsque John Frankenheimer est choisi comme réalisateur, il demande que George Axelrod retravaille tout le script. Le réalisateur se présente comme un grand admirateur de l'écrivain.
L'acteur américain James Caan est initialement choisi pour incarner Noel Holcroft. Cependant, il quitte le plateau au début du tournage après des différends avec la production,. Il est remplacé par Michael Caine. Le réalisateur John Frankenheimer avouera plus tard « Je serai reconnaissant toute ma vie envers James Caan. Toujours. Parce qu'il m'a offert le plus cadeau que j'ai eu dans ma carrière, qui est Michael Caine ». Il le considère comme le meilleur acteur avec lequel il a collaboré.

### Tournage
Le tournage a lieu principalement en Allemagne, notamment à Berlin et Lindau, ainsi qu'à Londres (Albert Bridge, Trafalgar Square, ...) et ses environs (Twickenham Film Studios).

## Accueil
Le film reçoit généralement des critiques négatives. Variety souligne les divers problèmes survenus durant la production et qu'il en résulte des problèmes de narration et de crédibilité.
Côté box-office, le film récolte 393,825 $ aux États-Unis.